# Ninguno, Oaxaca
Ninguno är en ort i Mexiko.   Den ligger i kommunen Villa de Zaachila och delstaten Oaxaca, i den sydöstra delen av landet, 400 km sydost om huvudstaden Mexico City. Ninguno ligger 1 542 meter över havet och antalet invånare är 790.
Terrängen runt Ninguno är kuperad österut, men västerut är den platt. Runt Ninguno är det ganska tätbefolkat, med 67 invånare per kvadratkilometer. Närmaste större samhälle är Oaxaca de Juárez, 16,1 km norr om Ninguno. Trakten runt Ninguno består till största delen av jordbruksmark.